# Roślinność twardolistna

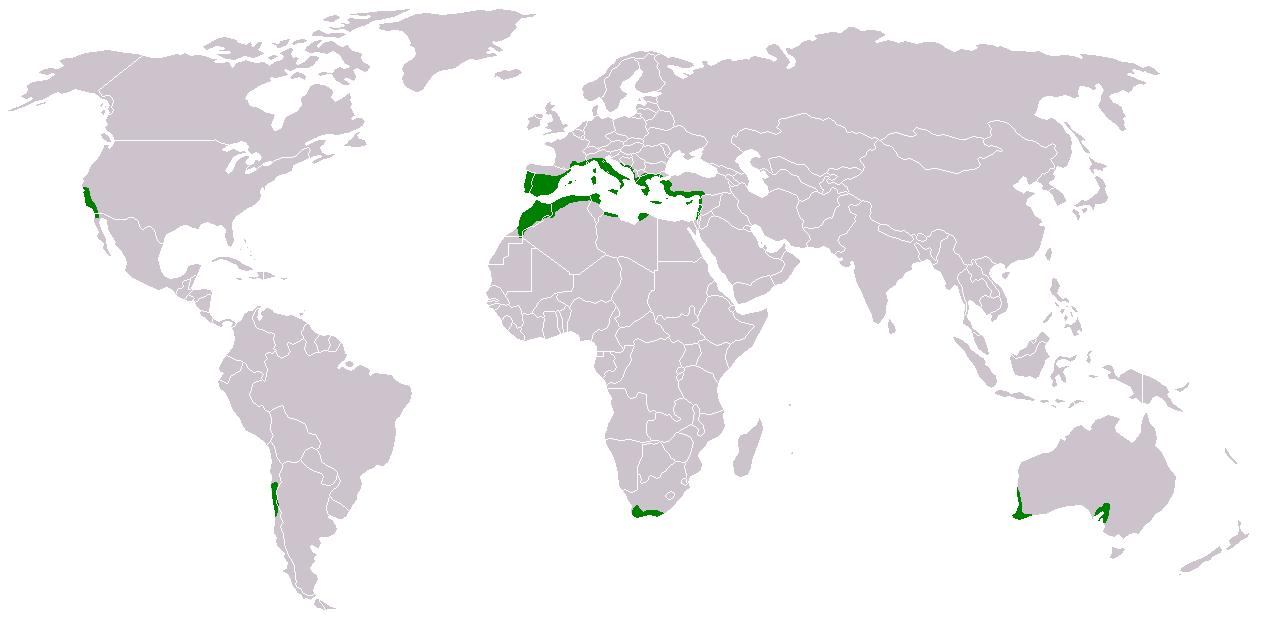
Miejsca występowania roślinności twardolistnej

Roślinność twardolistna (ang. Mediterranean Forests, woodlands and scrubs) – zbiorowiska roślinne wykształcające się w strefie klimatu śródziemnomorskiego (gorące i suche lato, mokra i deszczowa zima). Znanych jest pięć miejsc występowania tego typu roślinności - obszar śródziemnomorski, południowo-centralna i południowo-zachodnia Australia, południowa Afryka (fynbos), obszary występowania zarośli typu matorral w Chile oraz w Kalifornii Dolnej (około 1300 km długości). Skupia około 10% wszystkich gatunków roślin. Fynbos wyróżniany jest także jako osobna formacja roślinna, gdyż 68% spośród około 8600 gatunków roślin naczyniowych występuje jedynie na terenie fynbosu.